# Parodontophora danka
Parodontophora danka is een rondwormensoort uit de familie van de Axonolaimidae. De wetenschappelijke naam van de soort is voor het eerst geldig gepubliceerd in 1975 door Belogurov & Kartavtseva.